# Защита наследия Азербайджана
Защита наследия Азербайджана — защита природного и культурного наследия Азербайджана на национальном и международном уровне.

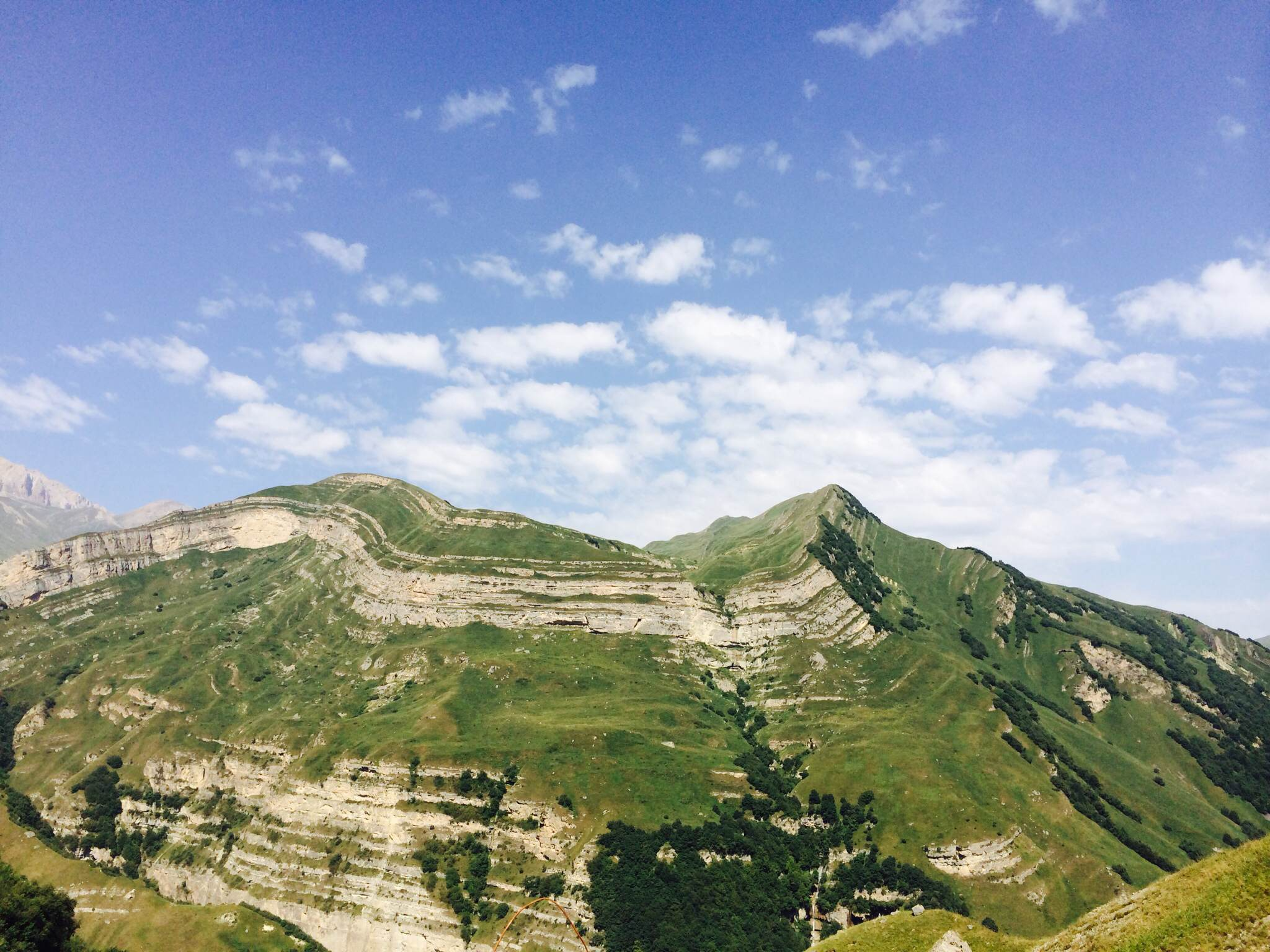
Шахдагский национальный парк

## Защита природного наследия

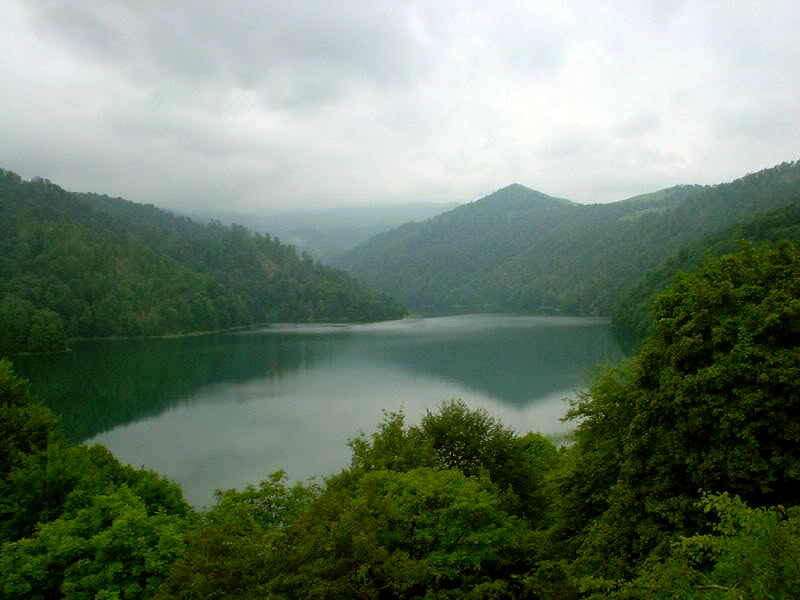
Гёйгёль (национальный парк)

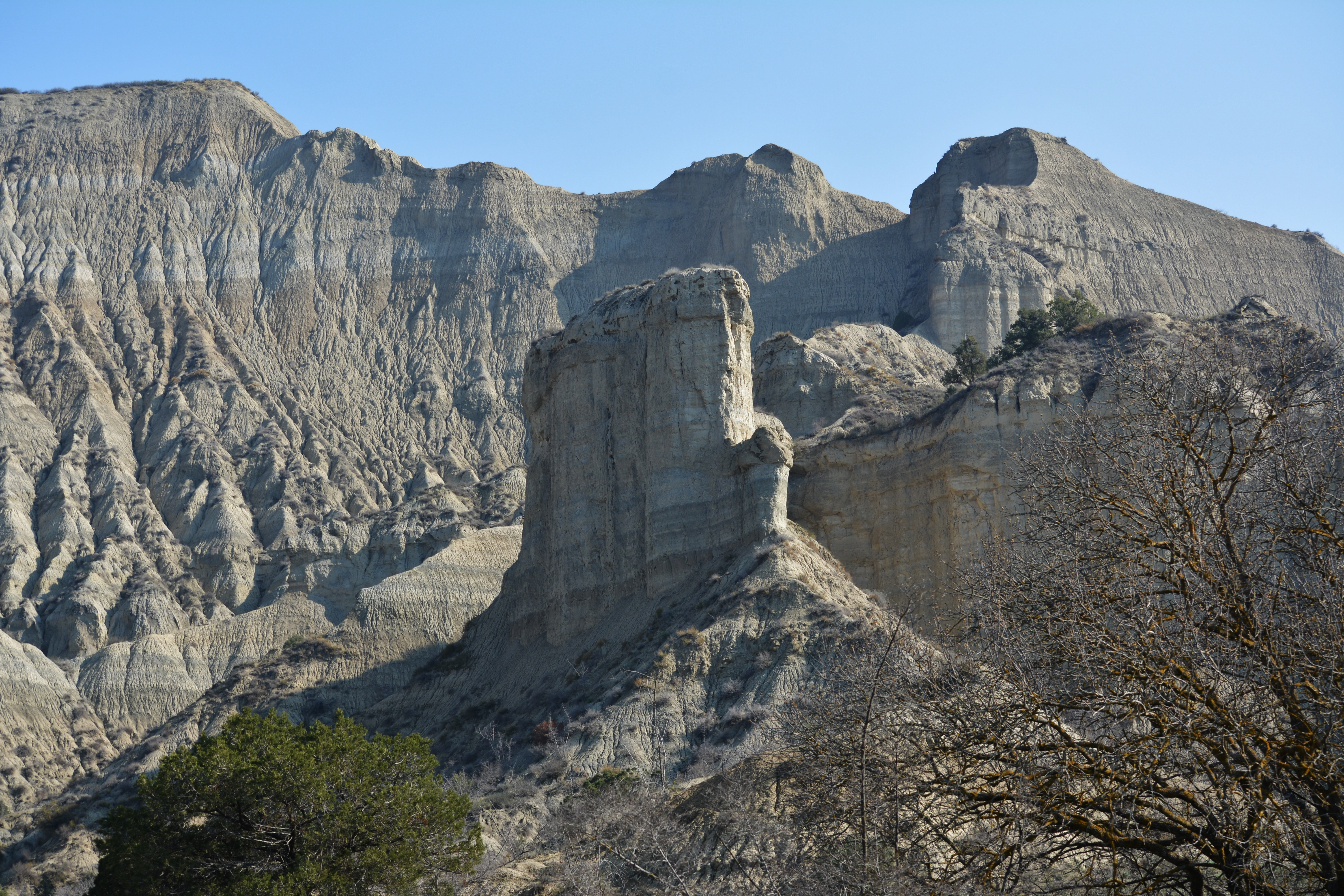
Гахский государственный природный заповедник

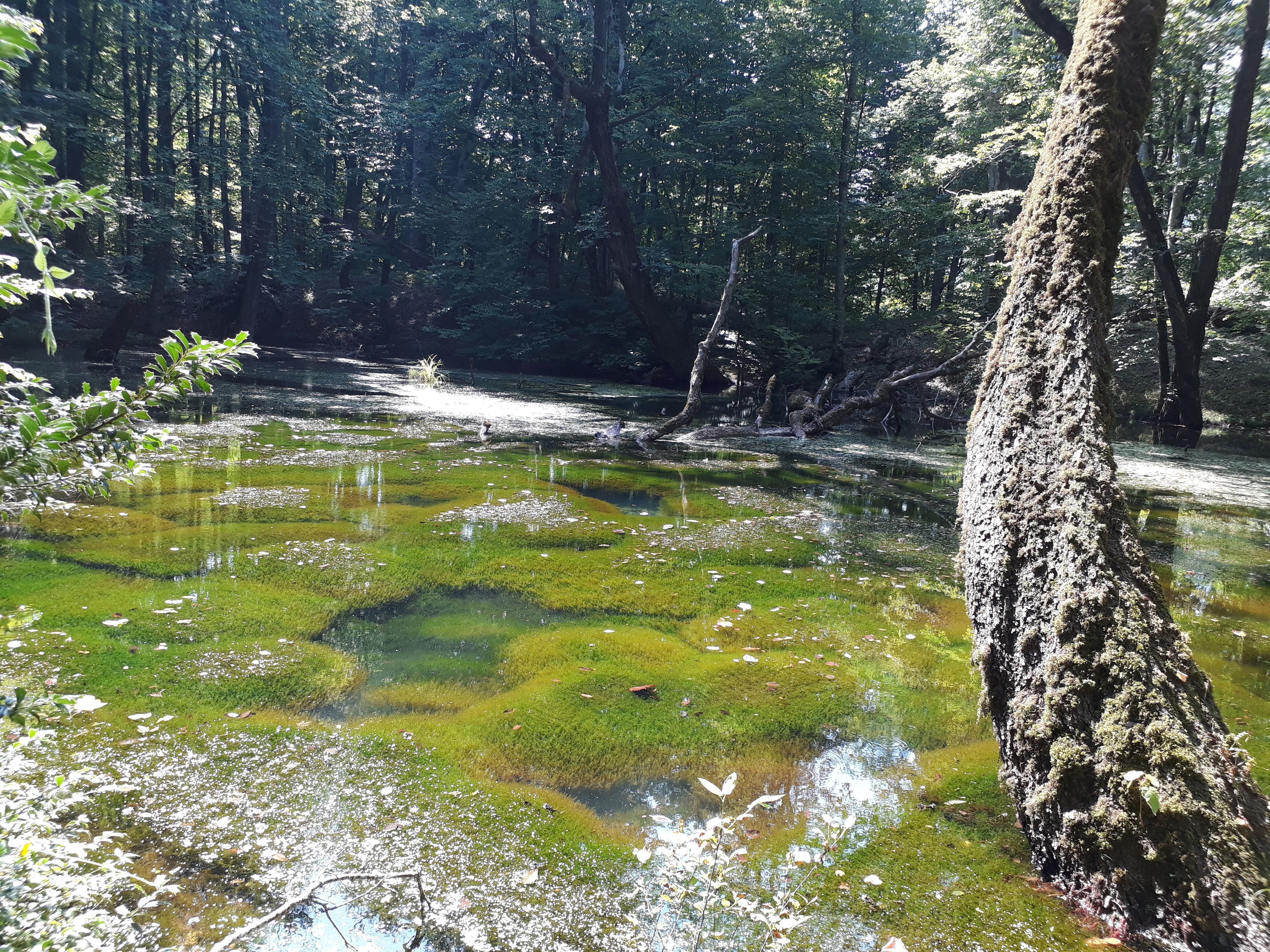
Лес в Лерике

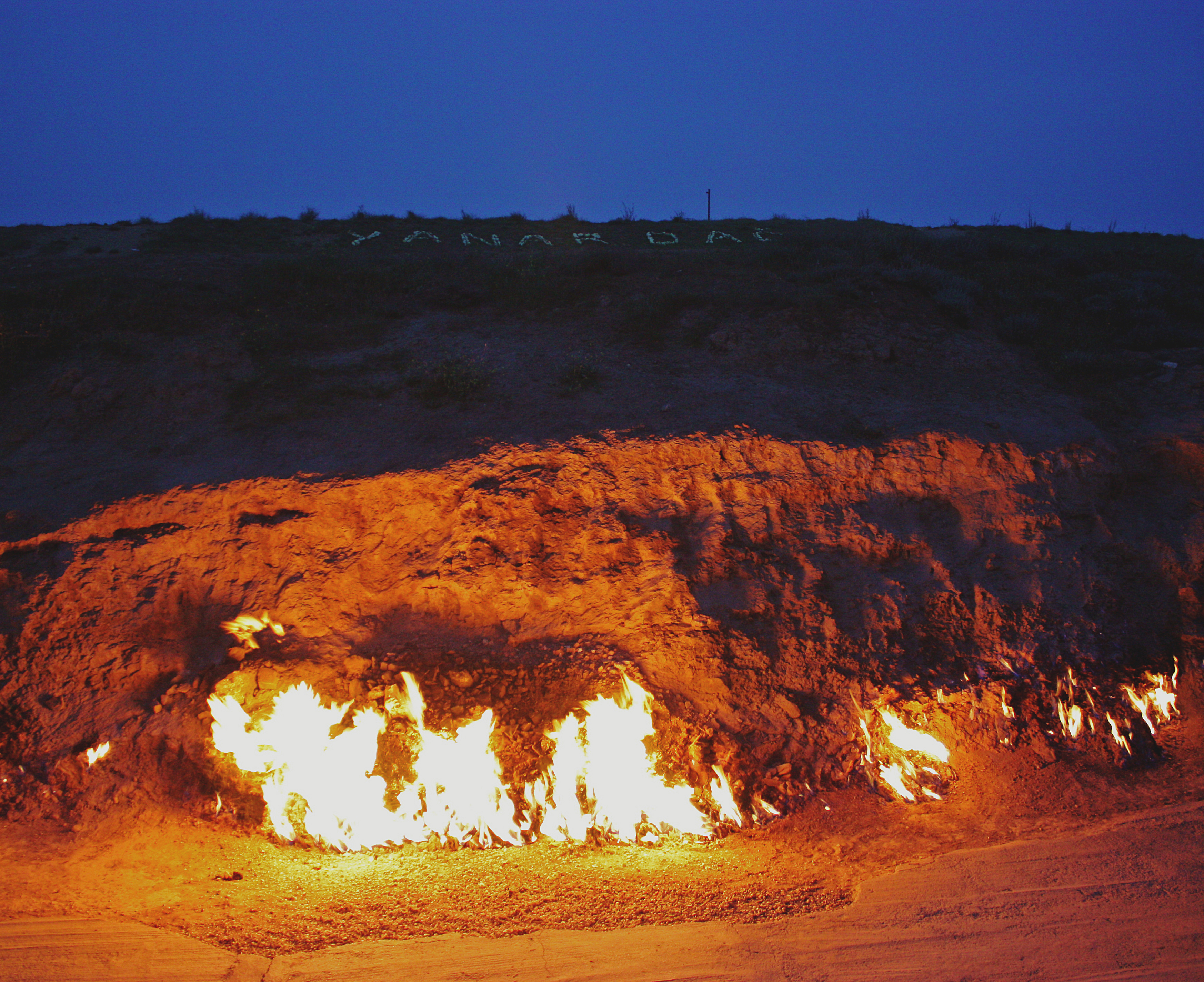
Государственный историко-культурный и природный заповедник Янардаг

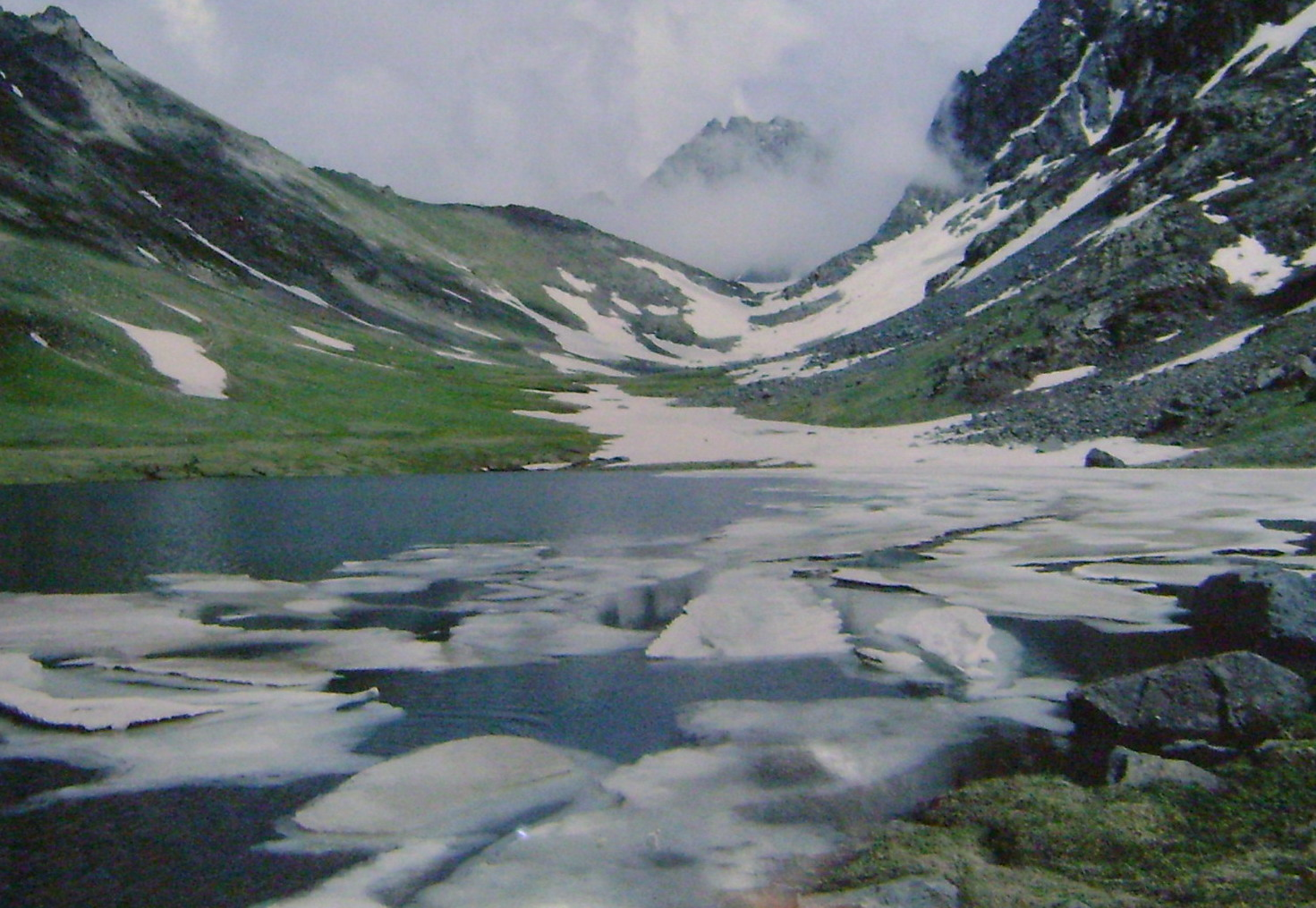
Гямигая

В целях охраны природных комплексов, ресурсов, ценной, редкой и исчезающей флоры и фауны Азербайджанской Республики, а также изучения общих закономерностей ландшафтов, подвергшихся относительно небольшому антропогенному воздействию, а также для эффективного использования важных рекреационных ресурсов созданы заповедники, национальные и природные парки.
Особо охраняемые природные территории, состоящие из природных комплексов и объектов особого экологического, научного, культурного, эстетического и лечебного значения, мест распространения редких и находящихся под угрозой исчезновения видов растений и животных, полностью или частично, постоянно или временно из хозяйственного оборота изымаются земли и водные (акваториальные) территории.
Особо охраняемые природные объекты – это редкие, находящиеся под угрозой исчезновения, характерные, зоологические, ботанические, дендрологические, гидрологические, геологические, геоморфологические, гидрогеологические, лесные, ландшафтные и земельные участки, имеющие особый режим охраны, культурную, эстетическую и лечебную ценность.
Организация, охрана и использование особо охраняемых природных территорий основываются на следующих принципах:
- сохранение биологического разнообразия и естественной экологической системы
- целевое использование особо охраняемых природных территорий и объектов, а также эффективное использование для развития науки, культуры и образования и знаний
- развитие туризма и отдыха с учетом социально-экономических факторов и интересов местного населения
- государственное регулирование и контроль в сфере особо охраняемых природных территорий и объектов
- оплата использования особо охраняемых природных территорий и объектов в случаях, предусмотренных законом
- участие населения и общественных объединений в сфере охраны особо охраняемых природных территорий и объектов
- международное сотрудничество

К особо охраняемым природным территориям и объектам применяется правовой режим особой охраны или регулируемый режим хозяйственной деятельности. Правовой режим специальной охраны предусматривает запрет на любую экономическую деятельность, а также иную деятельность, нарушающую естественное состояние окружающей среды на особо охраняемых природных территориях и объектах или в специально отведенных территориях. Регулируемый режим хозяйственной деятельности также предусматривает ограничения хозяйственного использования природных ресурсов на особо охраняемых природных территориях и объектах или специально выделенных территориях.

### Заповедники
Гёй-Гёльский государственный природный заповедник – первый заповедник в Азербайджане. Он был основан в 1925 году. В 1929 году были созданы Кызылагачский и Загатальский заповедники, а в 1936 году - Гирканский заповедник. До 1958 г в Азербайджане действовало 4 заповедника. Начиная с 1958 г. и до 1990 г. процесс создания заповедников продолжался. В 1990 г был создан Алтыагачский государственный природный заповедник, в 2003 г. заповедники Шахбуз и Эльдарская сосна, в 2004 году Грязевые вулканы. В 2003 году территории Пиргулунского, Илисуинского, Гараязского, Исмаиллинского заповедников, а в 2008 году Загатальского заповедника были расширены более чем в 2-3 раза.
Государственные природные заповедники — территории со статусом природоохранного и научного предприятия или организации, созданные в целях сохранения характерных и редких природных комплексов и объектов в их естественном состоянии, изучения течения природных процессов и явлений. Государственные природные заповедники создаются на территориях (сухопутных и водных), имеющих особую экологическую, научную и культурную ценность (типичные и редкие ландшафты, редкие геологические образования, виды растений и животных и тд). Территории государственных природных заповедников относятся к особо охраняемым природным территориям республиканского значения, на них распространяется правовой режим особой охраны.
Государственные природные заповедники создаются по решению соответствующего органа исполнительной власти на основании представления соответствующего государственного органа с учетом мнения научных учреждений и организаций и смежных организаций. Земельные участки, выделенные для организации государственных природных заповедников, предоставляются им в постоянное пользование. Запрещается использовать земли государственных природных заповедников, а также воды, растительный и животный мир в их границах в хозяйственных целях. Устав каждого государственного природного заповедника утверждается соответствующим органом исполнительной власти.

### Национальные парки
До создания Министерства экологии и природных ресурсов Азербайджана в Азербайджане не было национальных парков. Национальные парки в Азербайджане создаются с 2003 года. В 2003 году Министерством экологии и природных ресурсов Азербайджана были созданы Зангезурский национальный парк, Ширванский национальный парк и Аггольский национальный парк имени академика Гасана Алиева. В 2004 году были созданы Гирканский национальный парк, Алтыагачский национальный парк, Апшеронский национальный парк в 2005 году, Шахдагский национальный парк в 2006 году, Гейгельский национальный парк в 2008 году и Самур-Яламинский национальный парк в 2012 году.
Национальные парки - территории, имеющие статус природоохранных и научных предприятий или организаций, на которых расположены и используются в природоохранных, образовательных, научных, культурных и других целях природные комплексы, имеющие особое экологическое, историческое, эстетическое и иное значение. Территории национальных парков, земля, воды, растительный и животный мир на этих территориях относятся к особо охраняемым природным территориям республиканского значения. Земельные участки других землепользователей и владельцев могут быть включены в границы национальных парков в отдельных случаях, определенных законодательством.
Национальные парки создаются по решению соответствующего органа исполнительной власти на основании представления соответствующего государственного органа. Каждый национальный парк действует в соответствии с положением, утверждаемым соответствующим органом исполнительной власти.
Основными задачами национальных парков являются:
- сохранение природных комплексов, редких и эталонных природных территорий, объектов истории и культуры
- создание условий для туризма и отдыха
- разрабатывание и применение научных методов охраны природы и экологического просвещения
- экологическое просвещение населения
- осуществление экологического мониторинга
- восстановление поврежденных природных и историко-культурных комплексов и объектов

В туристско-рекреационных зонах допускаются отдельные виды природопользования (охота, спортивная и любительская охота на рыбу и другие водные биоресурсы и др. В национальных парках в установленном порядке проводятся научные исследования, культурно-просветительские и образовательные мероприятия.

## Защита культурного наследия

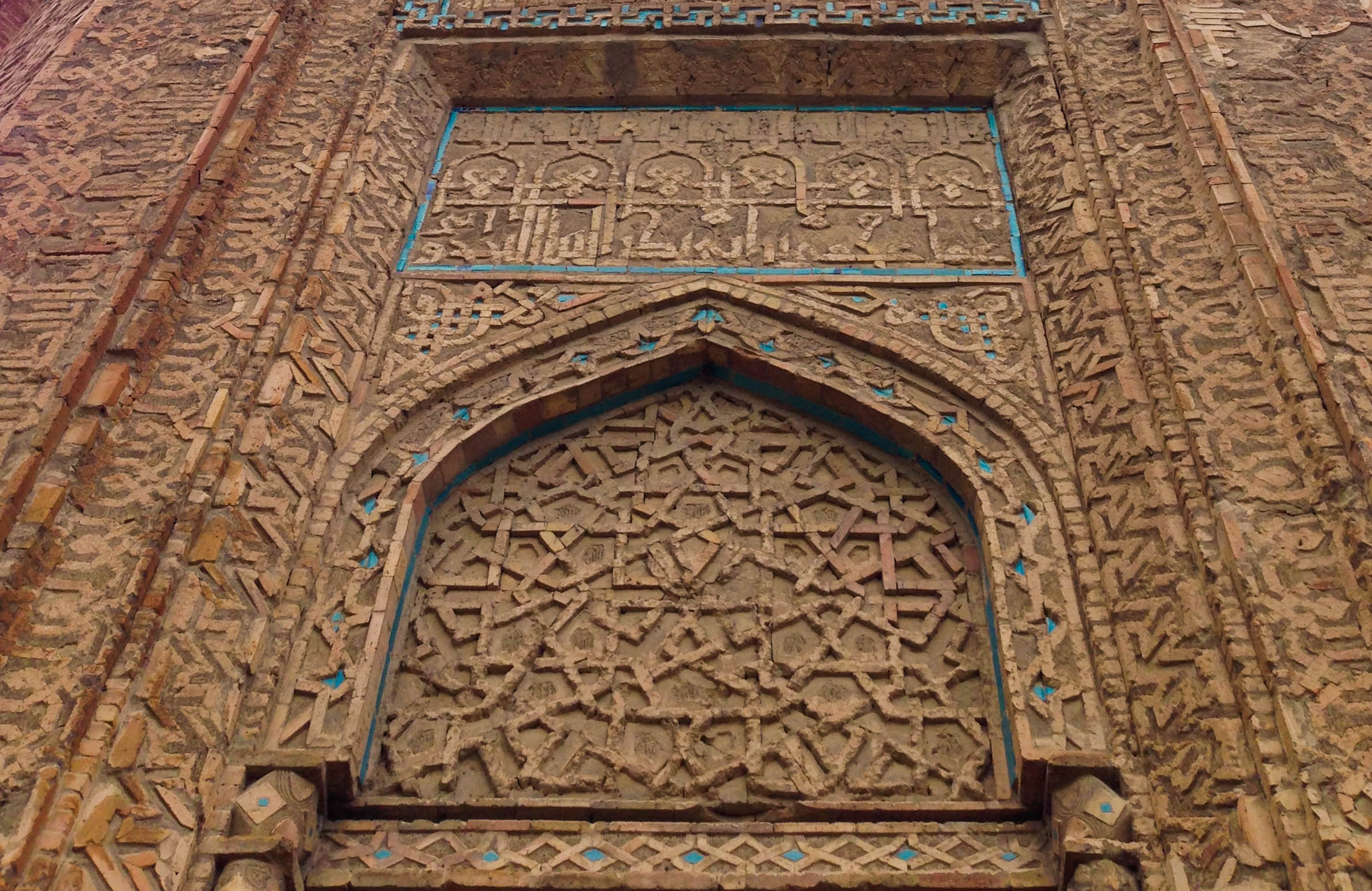
Памятник архитектуры всемирного значения Мавзолей Момине-Хатун

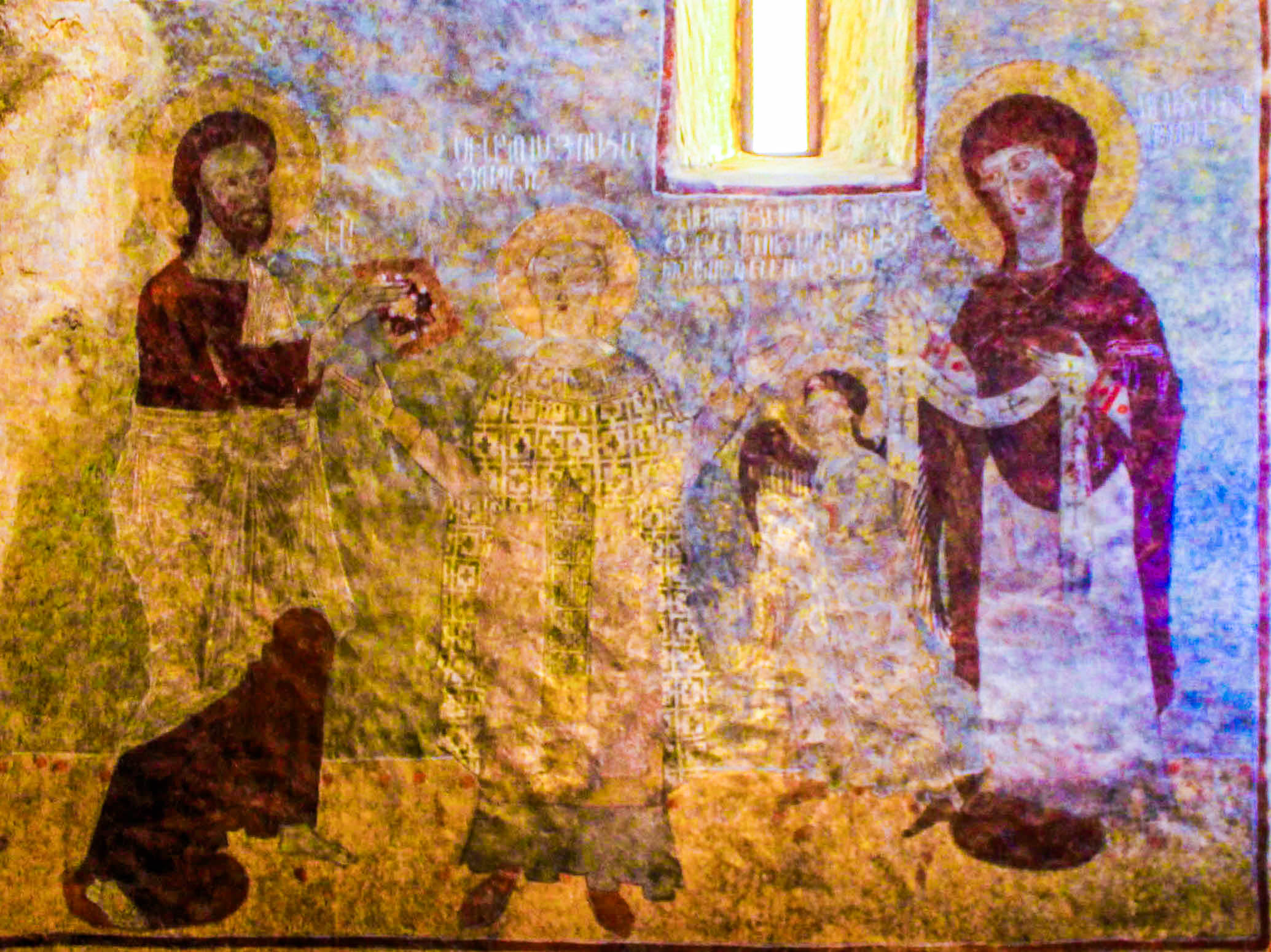
Памятник архитектуры всемирного значения монастырь Худавенд

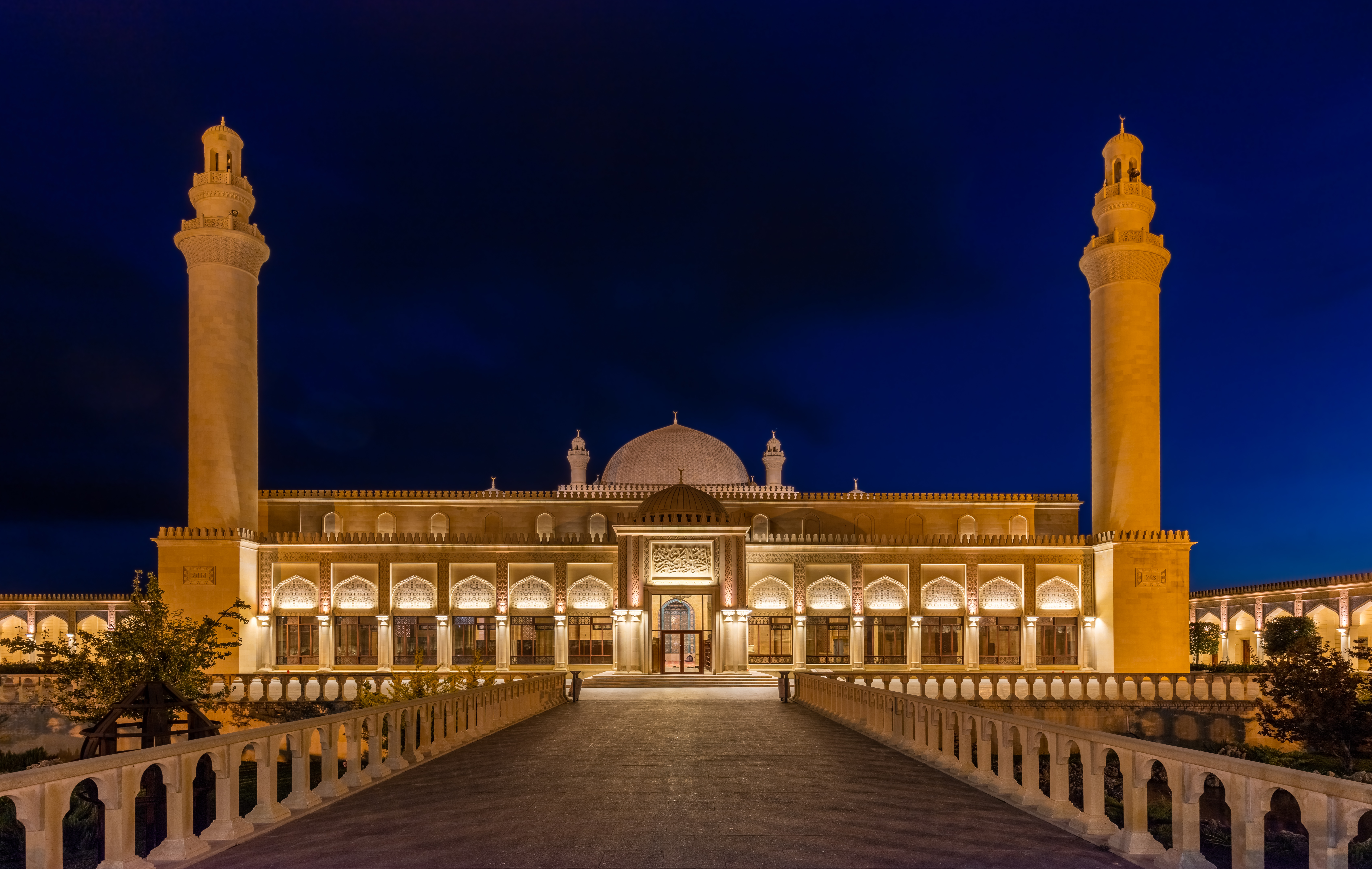
Памятник архитектуры всемирного значения Джума-мечеть (Шемахы)

Согласно статье 77 Конституции Азербайджанской Республики, защита памятников истории и культуры является обязанностью каждого. Памятники истории и культуры являются национальным богатством нации. Государство обеспечивает охрану памятников истории и культуры, обеспечивает создание, функционирование и развитие учреждений, необходимых для их научных исследований и популяризации, а также создает условия для эффективного использования памятников.
Памятники делятся на памятники мирового, республиканского и местного значения. Распределение памятников по степеням важности осуществляется, составляется и утверждается соответствующим органом исполнительной власти по международным нормам на основании заключения научной организации, определяемого соответствующим органом исполнительной власти. Исключение памятника из утвержденного перечня осуществляется соответствующим органом исполнительной власти на основании предложения соответствующего органа исполнительной власти с учетом заключения научной организации, определенного соответствующим органом исполнительной власти. Список памятников мирового значения передается в соответствующие международные организации.
Строительно-укрепительные и благоустройство памятников, находящихся в государственной и муниципальной собственности, осуществляются за счет средств государственного и местных бюджетов на основании решения соответствующего органа исполнительной власти об их консервации, ремонте, реставрации и реконструкции. Работы, связанные с памятниками, находящимися в частной собственности, проводятся за счет средств собственника с согласия соответствующего органа исполнительной власти. Ремонт и реставрация памятников заключается в ремонте и восстановлении их поврежденных и утраченных частей до первоначального состояния без ущерба для конструкции. Реконструкция памятников – это реконструкция памятников при необходимости по проектам, подготовленным на основе рассказов, рисунков и гравюр памятников, не дошедших до нашего времени. Реставрация, консервация, ремонт, реконструкция и другие работы на памятниках проводятся после утверждения их проектов соответствующим органом исполнительной власти с учетом заключения научной организации, определяемого соответствующим органом исполнительной власти.
Движимые культурные ценности охраняются путем включения в Государственный список национальных культурных ценностей и Список охранных культурных ценностей Азербайджанской Республики.

## Всемирное наследиеЮНЕСКОв Азербайджане
Ичери Шехер, Девичья башня и Дворцовый комплекс Ширваншахов были включены в Список всемирного наследия. Согласно соответствующим указам и распоряжениям Президента Азербайджанской Республики Ильхам Алиева была повышена государственная забота о сохранении, защите и развитии исторических и архитектурных памятников Ичери шехер (Старый город) и его территории, а также проведена единая политика. Был реализован в рамках долгосрочной стратегии защиты комплекса памятников от внешних воздействий.

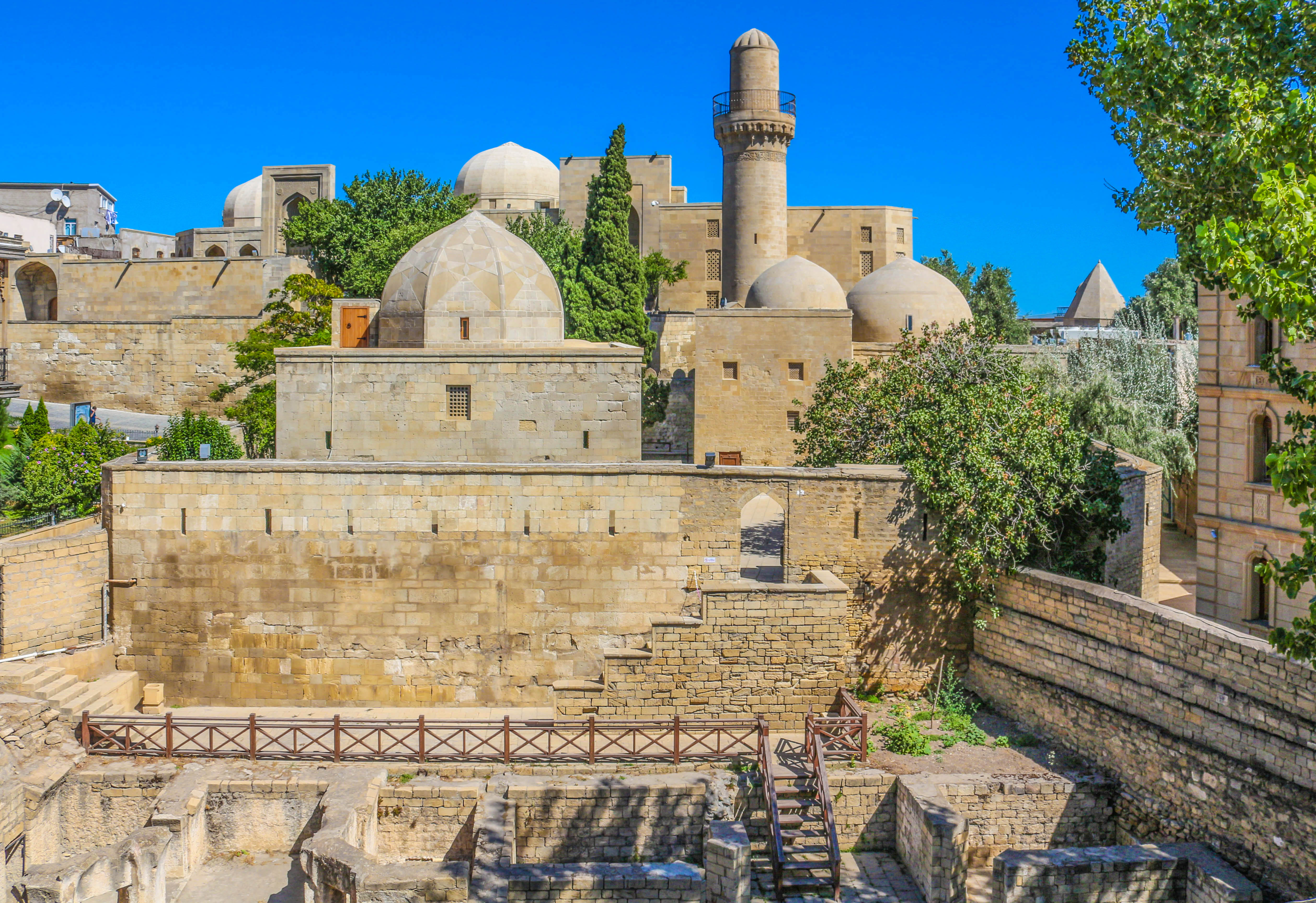
Дворцовый комплекс Ширваншахов
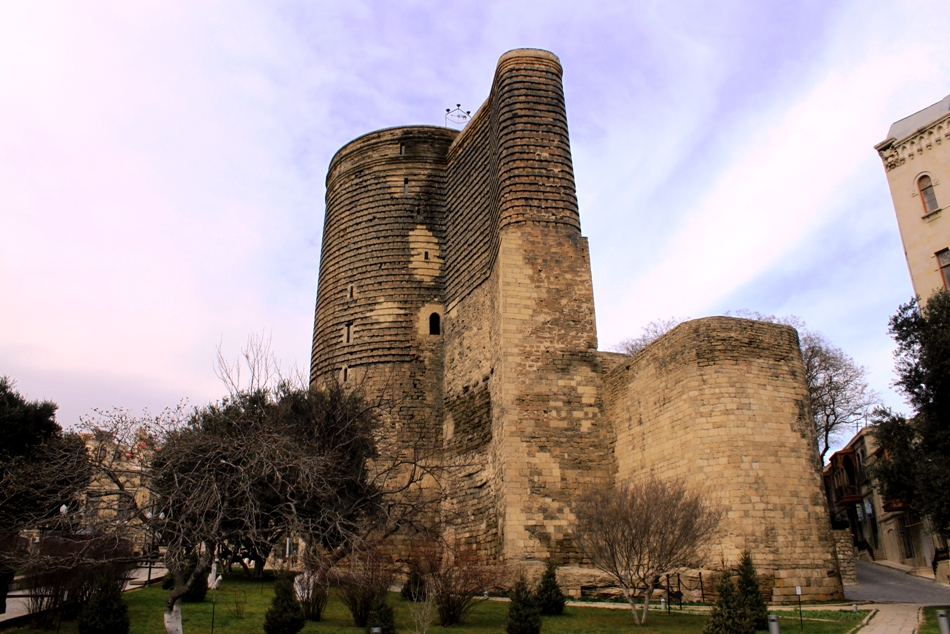
Девичья башня

## Нематериальное культурное наследие
11 образцов нематериального культурного наследия Азербайджана включены в Репрезентативный список нематериального культурного наследия ЮНЕСКО, а 1 образец наследия включен в Список нематериального культурного наследия, нуждающегося в срочной охране.